# Середкевичи
Середкевичи (укр. Середкевичі) — село в Яворовской городской общине Яворовского района Львовской области Украины.
Население по по данным 2020 года составляло ↘1369 человек. Занимает площадь 3,8 км². Почтовый индекс — 81012. Телефонный код — 3259.